# Alcyonium submurale
Alcyonium submurale is een zachte koraalsoort uit de familie Alcyoniidae. De koraalsoort komt uit het geslacht Alcyonium. Alcyonium submurale werd in 1883 voor het eerst wetenschappelijk beschreven door Ridley. 